# Coronium elegans
Espèce
Coronium elegans est une espèce de mollusques gastéropodes marins de la sous-famille des Ocenebrinae dans la famille des Muricidae. C'est une espèce d'eau profonde, trouvée au sud-est du Brésil.

## Historique
L'espèce Coronium elegans est décrite en 1996 par Luiz Ricardo Lopes de Simone, en même temps que son genre Coronium.